# 4:2-Fluortelomersulfonsäure
4:2-Fluortelomersulfonsäure ist eine chemische Verbindung, die zur Gruppe der Fluortelomersulfonsäuren innerhalb der per- und polyfluorierten Alkylverbindungen (PFAS) gehört.

## Gewinnung und Darstellung
4:2-FTS wird mittels Telomerisation hergestellt.

## Eigenschaften
Durch biologischen Abbau wird 4:2-FTS primär in die Perfluorcarbonsäuren Perfluorbutansäure, Perfluorpropansäure und Trifluoressigsäure umgewandelt.
4:2-FTS gehört zu den 25 PFAS (Summenparameter), die in Kanada für den Trinkwasser-Höchstwert herangezogen werden.

## Vorkommen
4:2-FTS wurde in Schaumlöschmittel (AFFF), Hausstaub sowie in mütterlichem Serum und im Nabelschnurblut gefunden.